# Marx Dormoy
Marx Dormoy (Montluçon, 1 augustus 1888 - Montélimar, 26 juli 1941), was een Frans socialistisch politicus en antifascist.

## Biografie
Marx Dormoy was de zoon van de socialist Jean Dormoy. Hij vervulde zijn militaire dienstplicht in Algerije, waar hij zich aansloot bij de Jeunesses Socialistes ("Jonge Socialisten"), de jeugdafdeling van de socialistische Section Française de l'Internationale Ouvrière (SFIO). Terug in zijn geboorteplaats Montluçon, werkte hij voor de gemeente. Hij nam actief deel aan de Eerste Wereldoorlog (1914-1918) en in 1919 trachtte hij tevergeefs voor de SFIO in de Kamer van Afgevaardigden (Chambre des Députés) te worden gekozen. Later werd hij raadsman van het arrondissement. In 1920 steunde hij Léon Blum en diens groep binnen de partij die wilden dat SFIO binnen de Tweede Internationale bleef en tegen toetreding tot de Derde Internationale (Comintern) waren. De groep die voor toetreding tot de Derde Internationale was, scheidde zich van de SFIO af en vormden de Secion Française de l'Internationale Communiste (SFIC).
Marx Dormoy werd in 1925 in de gemeenteraad van Montluçon gekozen en werd hij conseiller général van het departement Allier. In 1926 werd hij tot burgemeester van Montluçon gekozen en in 1931 voor het departement Allier in de Kamer van Afgevaardigden.
Als SFIO partijprominent lag hij overhoop met Marcel Déat - de latere collaborateur. Ook kon hij, als tegenstander van het communisme, slecht overweg met de communistische leiders. Aanvankelijk bekritiseerde hij samenwerking met de SFIC, maar toen de aanhang van extreemrechts toenam, veranderde hij vanuit tactisch oogpunt van mening.

## Minister in de Volksfrontregering
Marx Dormoy werd in de loop van de jaren een van de belangrijkste vertrouwelingen van Léon Blum. Net als Blum was hij bezorgd over de opkomst van het fascisme en hij steunde de vorming van het linkse Volksfront (Front Populaire) van SFIO, de liberale Parti Radical-Socialiste (Radicaal-Socialistische Partij), de SFIC (communisten) en andere linkse partijen. Het Volksfront won de parlementsverkiezingen van april 1936 en in het eerste Volksfrontkabinet-Blum I (4 juni 1936 - 21 juni 1937) was kabinetssecretaris. Van 18 november 1936 tot 14 januari 1938 en van 13 maart 1938 tot 8 april 1938 was hij minister van Binnenlandse Zaken in de Volksfrontkabinetten-Blum I, Chautemps III en Blum II. Als minister van Binnenlandse Zaken speelde hij een rol in de totstandkoming van het Verdrag van Matignon, dat een einde maakte aan een grote staking. Ook probeerde hij de opmars van extreemrechtse groepen, zoals  La Cagoule te stuiten. Hij maakte van zijn ministeriële bevoegdheden gebruik om Jacques Doriot (later een bekend fascist en collaborateur), de burgemeester van Saint-Denis - welke hij beschuldigde anti-republikeinse agitatie in zijn gemeente te steunen - van zijn functie te ontheffen.
Op 16 maart 1937 opende de politie het vuur op antifascisten die demonstreerden tegen de Vuurkruisers (Croix-de-feu) in Clichy. De politie opende het vuur nadat de demonstratie uit de hand liep. Als minister van Binnenlandse Zaken was Dormoy verantwoordelijk voor het optreden van de politie. De trotskisten en de Parti Communiste Français (PCF) van Maurice Thorez uitten heftige kritiek op Dormoy en een motie van wantrouwen werd ingediend. Blum sprak zijn steun uit voor Dormoy en Dormoy overleefde de motie.
Marx Dormoy verzette zich als minister tegen illegale immigratie en gaf de prefecten opdracht om "iedere buitenlander die zal proberen Frankrijk binnen te komen zonder geldige papieren, met harde hand uit te wijzen."
In 1938 werd Dormoy voor de SFIO in de Senaat gekozen. Als senator sprak hij zich uit tegen het Verdrag van München (29 september 1938).

## Moord
Op 10 juli 1940, na de Franse nederlaag tegen nazi-Duitsland, stemde hij als een van de 80 parlementariërs tegen het verlenen van bijzondere macht aan maarschalk Philippe Pétain. De overgrote meerderheid van de parlementariërs (569) stemde echter vóór. Het Vichy-regime onthief Dormoy op 20 september 1940 uit het ambt van burgemeester. Vijf dagen later werd hij gearresteerd. Hij werd gevangengezet in Pellevoisin, daarna te Vals-les-Bains. Uiteindelijk werd hij onder huisarrest gesteld in Montélimar.
In de nacht van 25/26 juli 1941 plaatsten aanhangers van  La Cagoule een bom in zijn huis. Toen de bom explodeerde kwam Dormoy om. In 1945, na de Tweede Wereldoorlog, kreeg hij een plechtige begrafenis. Een metrostation in het 18e arrondissement van Parijs is naar hem vernoemd.